# أوديفلاس
وادي فِلَاس أو (نقحرة: أوديفلاس) هي مدينة من مدن البرتغال. يبلغ عدد سكانها 144,549 نسمة وذلك حسب إحصائيات سنة 2011.

## أعلام
- أندريه مارتينز
- باولو سانتوس
- رودريك ميراندا

## وصلات خارجية
- الموقع الرسمي